# 2548 Leloir
A 2548 Leloir (ideiglenes jelöléssel 1975 DA) a Naprendszer kisbolygóövében található aszteroida. A Félix Aguilar Obszervatóriumban fedezték fel 1975. február 16-án.